# Sol, solet... (Àngel Guimerà)
Sol, solet... és un drama en tres actes i en prosa, original d'Àngel Guimerà, estrenat al teatre Romea de Barcelona, la vetlla del 17 d'abril de 1905.
La direcció artística va anar a càrrec de l'actor i director Miquel Rojas.
L'acció passa en un poblet català, en l'època present a l'estrena.

## Repartiment de l'estrena
- Munda: Concepció Llorente.
- Gaetana: Maria Morera.
- Jon: Pere Codina.
- Hipòlit: Miquel Rojas.
- Bernabé: August Barbosa.
- Senyor Querol: Iscle Soler.
- Tomàs: Vicent Daroqui.
- Pau Trits: Joan Domènech.
- Hereu Figueras: Jaume Virgili.
- Trumfos: Enric Vinyals.
- Gran: Agustí Antiga.
- Gent del poble: homes i dones.

## Recuperació al Teatre Nacional de Catalunya
El repartiment de l'adaptació estrenada el 2017 va ser:
- Munda: Laura Aubert
- Gaetana: Mercè Aránega
- Jon: Javier Beltrán
- Hipòlit: Roger Casamajor
- Bernabé: Ramon Pujol
- Senyor Querol: Oriol Genís
- Llum: Laia Duran
- Ombra: Antònia Jaume i Alba Pujol

## Traduccions
- Artur Mori - Valentí de Pedro, traducció al castellà.
- Francesc Rosa, traducció a l'anglès.
- Ferdinando Fontana, traducció a l'italià.